# Парадокс береговой линии
Парадокс береговой линии — противоречивое наблюдение в географических науках, связанное с невозможностью точно определить длину линии побережья из-за её фракталоподобных свойств. Первое задокументированное описание данного феномена было сделано Льюисом Ричардсоном; впоследствии оно было расширено Бенуа Мандельбротом.
Длина береговой линии зависит от способа её измерения. Поскольку для участка суши можно выделить изгибы любого размера, от сотен километров до долей миллиметра и меньше, нельзя очевидным образом подобрать размер наименьшего элемента, который должен быть взят для измерения. Следовательно, нельзя однозначно определить и периметр данного участка. Существуют различные математические приближения при решении данной задачи.

## История развития парадокса
Незадолго до 1951 года Льюис Фрай Ричардсон в ходе исследования предполагаемого влияния длины государственных границ на вероятность начала военных конфликтов заметил следующее: Португалия заявила, что её сухопутная граница с Испанией равна 987 км, а Испания определила её равной 1 214 км. Этот факт послужил отправной точкой для изучения проблемы береговой линии. 
Основным методом оценки длины границы или береговой линии было наложение N равных отрезков длиной l на карту или аэрофотоснимок с помощью циркуля. Каждый конец отрезка должен принадлежать измеряемой границе. Исследуя расхождения в оценке границ, Ричардсон обнаружил то, что сейчас называется эффектом Ричардсона: масштаб измерений обратно пропорционален общей длине всех отрезков. То есть чем короче используемая линейка, тем длиннее измеряемая граница. Таким образом, испанские и португальские географы попросту руководствовались измерениями разных масштабов.
Наиболее поразительным для Ричардсона оказалось то, что когда величина l стремится к нулю, длина побережья стремится к бесконечности. Изначально Ричардсон полагал, опираясь на евклидову геометрию, что эта длина достигнет фиксированной величины, как это происходит в случае с правильными геометрическими фигурами. Например, периметр правильного многоугольника, вписанного в окружность, приближается к длине самой окружности с увеличением числа сторон (и уменьшением длины каждой стороны). В теории геометрических измерений такая гладкая кривая, как окружность, которая может быть приближённо представлена в виде небольших отрезков с заданным пределом, называется спрямляемой кривой.
Спустя более десяти лет после завершения Ричардсоном своей работы Мандельброт разработал новую ветвь математики — фрактальную геометрию — для описания таких неспрямляемых комплексов, существующих в природе, как бесконечная береговая линия. Его собственное определение фрактала как основы его исследования таково:

Я придумал слово фрактал, взяв за основу латинское прилагательное fractus. Соответствующий латинский глагол frangere означает ломать: создавать нерегулярные фрагменты. Поэтому разумно, что, помимо «фрагментный», fractus также должно означать и «нерегулярный».
Ключевым свойством фракталов является самоподобие, заключающееся в проявлении одной и той же общей фигуры на любом масштабе. Береговая линия воспринимается как чередование заливов и мысов. Гипотетически, если данная береговая линия имеет свойство самоподобия, то независимо от того, насколько сильно масштабируется та или иная часть, всё равно проявляется аналогичная картина меньших заливов и мысов, наложенная на бо́льшие заливы и мысы, вплоть до песчинок. На таких масштабах береговая линия оказывается мгновенно изменяющейся, потенциально бесконечной нитью со стохастическим расположением заливов и мысов. В таких условиях (в отличие от гладких кривых) Мандельброт утверждает: «Длина береговой линии оказывается недостижимым понятием, скользящим между пальцами тех, кто пытается его понять».

## Математическая интерпретация
Понятие длины происходит от Евклидового расстояния. В евклидовой геометрии прямая линия представляет собой кратчайшее расстояние между двумя точками. Геодезическая линия на поверхности сферы, называемая большим кругом, измеряется вдоль кривой, которая лежит в плоскости, содержащей конечные точки пути и центр сферы. Длина кривой вычисляется более сложно. При использовании линейки длину кривой можно приблизительно вычислить, суммируя длины отрезков, соединяющих точки:

Использование всё более коротких отрезков будет давать всё более точное значение, приближающееся к реальному значению длины дуги. Такое точное значение для бесконечно малых расстояний можно вычислить с помощью математического анализа. Следующая анимация показывает, насколько гладкой может быть подобная кривая с точным значением длины:

Однако не все кривые могут быть измерены подобным способом. Фрактал имеет разную сложность в зависимости от масштаба, поэтому измеряемые значения длин фракталов могут непредсказуемо меняться.
Длина «истинного фрактала» всегда стремится к бесконечности, так же как и длины бесконечно малых изгибов береговой линии суммируются до бесконечности. Но это утверждение основано на предположении о неограниченности пространства, которое, в свою очередь, вряд ли отражает реальную концепцию пространства и расстояния на атомном уровне. Наименьшей единицей измерения длины во Вселенной считается планковская длина, намного меньшая размеров атома.
Береговая линия со свойством самоподобия входит в «первую категорию фракталов, а именно является кривой с фрактальной размерностью больше 1». Это последнее утверждение представляет собой расширение Мандельбротом мысли Ричардсона. Мандельброт так формулирует эффект Ричардсона:
{\displaystyle L(\epsilon )\sim F\epsilon ^{1-D}}
где длина береговой линии L является функцией от единицы измерения ε и аппроксимируется выражением из правой части. F — константа, D — параметр Ричардсона, зависящий от самой береговой линии (Ричардсон не дал теоретического объяснения этой величины, однако Мандельброт определил D как нецелочисленную форму размерности Хаусдорфа, позже — фрактальной размерности. Иными словами, D — это практически измеренное значение «неровности»). Перегруппировав правую часть выражения, получаем:
{\displaystyle {\frac {F}{\epsilon ^{D}}}\cdot \epsilon }
где Fε-D должно быть количеством единиц ε, необходимых для получения L. Фрактальная размерность — это число измерений объекта, используемое для аппроксимации фрактала: 0 — для точки, 1 — для линии, 2 — для площадных фигур. Поскольку ломаная линия, измеряющая длину берега, не распространяется в одном направлении и вместе с тем не представляет собой площадь, значение D в выражении занимает промежуточное положение между 1 и 2 (для побережья обычно менее 1,5). Оно может быть интерпретировано как толстая линия или полоса шириной 2ε. Более «разбитые» побережья имеют большее значение D и тем самым L оказывается длиннее при одинаковых ε. Мандельброт показал, что D не зависит от ε.
В целом береговые линии отличаются от математических фракталов, поскольку они формируются с использованием многочисленных мелких деталей, создающих модели только статистически.

## Парадокс на практике
Из практических соображений выбирают минимальный размер деталей равным порядку единиц измерения. Так, если береговая линия измеряется в километрах, то небольшие изменения линий, гораздо меньшие одного километра, просто не принимаются во внимание. Для измерения береговой линии в сантиметрах должны быть рассмотрены все небольшие вариации размером около одного сантиметра. Однако на масштабах порядка сантиметров должны быть сделаны различные произвольные нефрактальные допущения, например, там, где устье присоединяется к морю, или в тех местах, где должны быть проведены измерения на широких ваттах. Кроме того, использование различных методов измерения для разных единиц измерения не позволяет сделать преобразование этих единиц с помощью простого умножения.
Для определения государственных территориальных вод строят так называемые прямые исходные линии, соединяющие официально установленные точки побережья. Длину такой официальной береговой линии тоже не составляет труда измерить.
Предельные случаи парадокса береговой линии включают побережья с большим числом фьордов: это побережья Норвегии, Чили, северо-западное побережье Северной Америки и другие. От южной оконечности острова Ванкувер в северном направлении до южной оконечности Юго-Восточной Аляски изгибы побережья канадской провинции Британская Колумбия составляют более 10 % длины канадской береговой линии (с учётом всех островов Канадского Арктического архипелага) — 25 725 км из 243 042 км на линейном расстоянии, равном всего 965 км.